# Luigi Villoresi
Luigi Villoresi, (n. 16 mai 1909 - d. 23 august 1997) a fost un pilot italian de Formula 1.